# Hollywood Walk of Fame
Pour les articles homonymes, voir Walk of Fame.
Le Hollywood Walk of Fame [ˌwɔːkəvˈfeɪm] (en français : la « promenade des célébrités d'Hollywood »), est un trottoir décoré du quartier de Hollywood dans la ville de Los Angeles, en Californie, aux États-Unis. Il est situé sur Hollywood Boulevard, entre Gower Street et La Brea Avenue, ainsi que sur Vine Street entre Yucca Street et Sunset Boulevard.
Sur le trottoir de cette promenade figurent de façon permanente, incrustées dans le dallage, des étoiles au nom de divers artistes reconnus de l'industrie du spectacle. Ce monument public est administré par la chambre de commerce d'Hollywood (Hollywood Chamber of Commerce), et son entretien est autofinancé par le « Hollywood Historic Trust ». La chambre de commerce d'Hollywood détient les droits de marque sur le Hollywood Walk of Fame.
C'est une destination touristique populaire, avec environ dix millions de visiteurs annuels en 2010. L'inscription au Hollywood Walk of Fame est payante mais, en général, la somme est prise en charge par les studios de cinéma, les éditeurs musicaux ou autres sponsors, en raison de la publicité générée par la cérémonie d'inauguration. En décembre 2022, le Walk of Fame compte 2 741 étoiles.

## Description
À chaque artiste est dédiée une dalle carrée d'environ 80 cm de côté insérée dans le trottoir. Fabriquée avec du granito, un matériau à base de ciment imitant le marbre, chaque dalle présente, sur fond anthracite, une étoile rose à cinq branches au contour en laiton gravée du nom de la célébrité. Sous cette inscription, un emblème, lui aussi en laiton rappelle la catégorie dans laquelle la star s'est distinguée. Selon l'industrie concernée, l'emblème est le suivant :
| Logo | Signification                                                                                       |
| ---- | --------------------------------------------------------------------------------------------------- |
|      | Une caméra, pour une contribution à l'industrie cinématographique.                                  |
|      | Un poste de télévision, pour une contribution à l'industrie télévisuelle.                           |
|      | Une platine tourne-disque et son bras (vus de dessus), pour l'industrie musicale.                   |
|      | Un microphone, pour une contribution à l'industrie radiophonique.                                   |
|      | Une paire de masques antiques (comédie et tragédie), pour une contribution à l'industrie théâtrale. |

### Concept initial

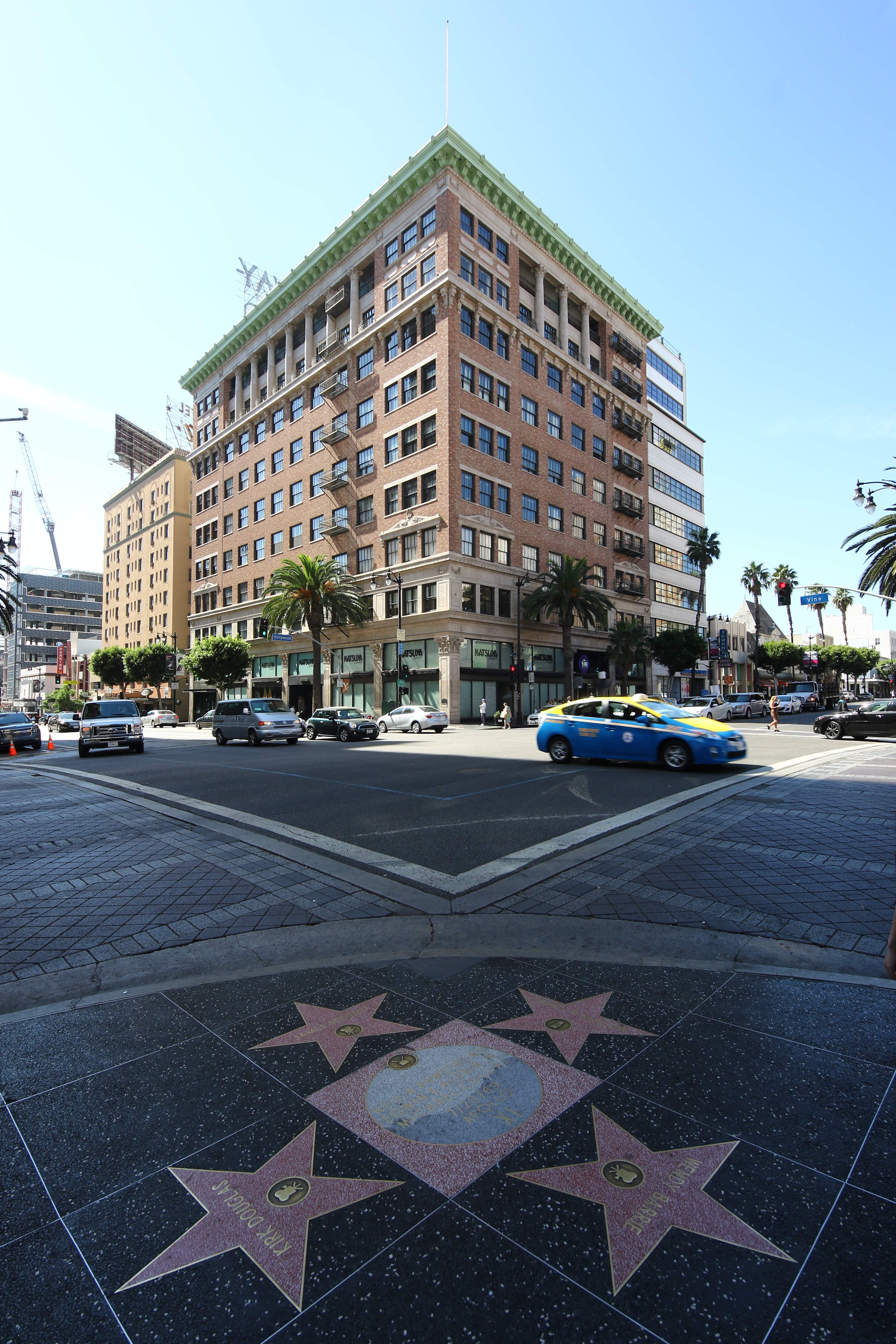
L'intersection des deux rues principales du Walk of Fame (Hollywood Boulevard et Vine Street) photographiée en 2016, avec le Broadway Hollywood Building en arrière-plan.

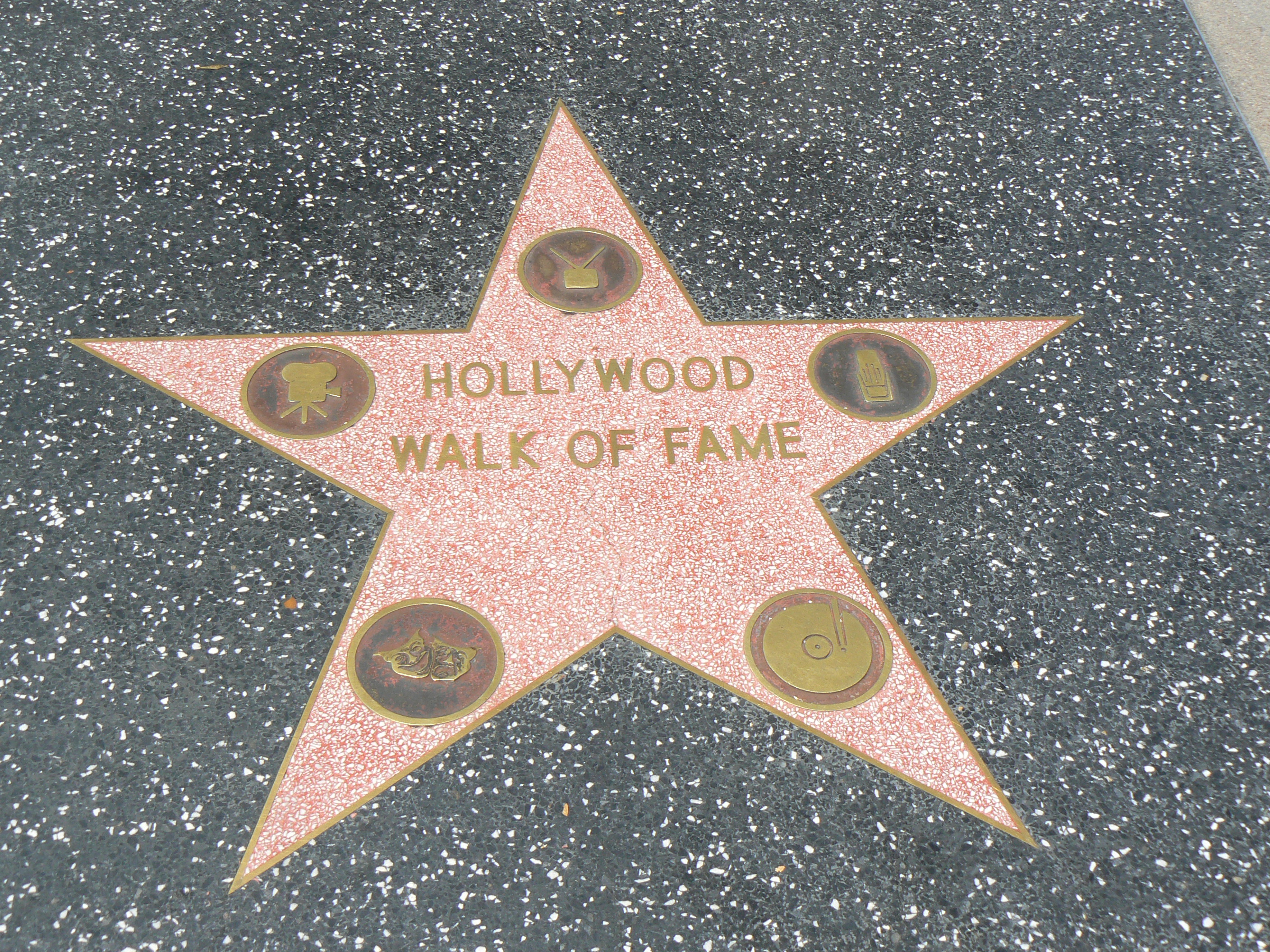
Étoile à l'entrée du site.

Créé en 1958, le « Walk of Fame » est un hommage aux différents acteurs du « show business » (l'industrie du spectacle) aux États-Unis. Au début, certaines célébrités ont reçu plusieurs étoiles pour récompenser leurs contributions dans différents domaines. Aujourd'hui, on a plutôt tendance à récompenser de nouvelles personnes et peu de stars reçoivent plus d'une étoile. En 1978, la ville de Los Angeles déclare le « Walk of Fame » monument historique.
La légende veut que Joanne Woodward ait reçu la première étoile sur le Walk of Fame, le 9 février 1960.
À l'origine, le « Walk of Fame » comprenait 2 500 étoiles vides. 1 558 étoiles ont été décernées durant les seize premiers mois. Depuis, elles sont attribuées au rythme d'environ deux étoiles par mois. En 1994, plus de 2 000 étoiles avaient été attribuées, pour arriver en 2009 à près de 2 400. La localisation d'une étoile donnée n'est pas forcément définitive, certaines étant parfois déplacées pour divers motifs, notamment en raison de nouvelles constructions.

### Conditions d'attributions
Les étoiles sont normalement réservées à des personnalités vivantes (parmi les personnalités non-fictives) ou à des personnalités fictives, comme Mickey Mouse ou Donald Duck. Un décret municipal interdit les marques commerciales sur le trottoir. En 2022, l'étoile coute 55 000 USD versés à l'association chargée des étoiles, le Hollywood Historic Trust. Souvent, c'est le studio qui paye ce qui est considéré comme des frais d'entretien.

#### Personnalités réelles

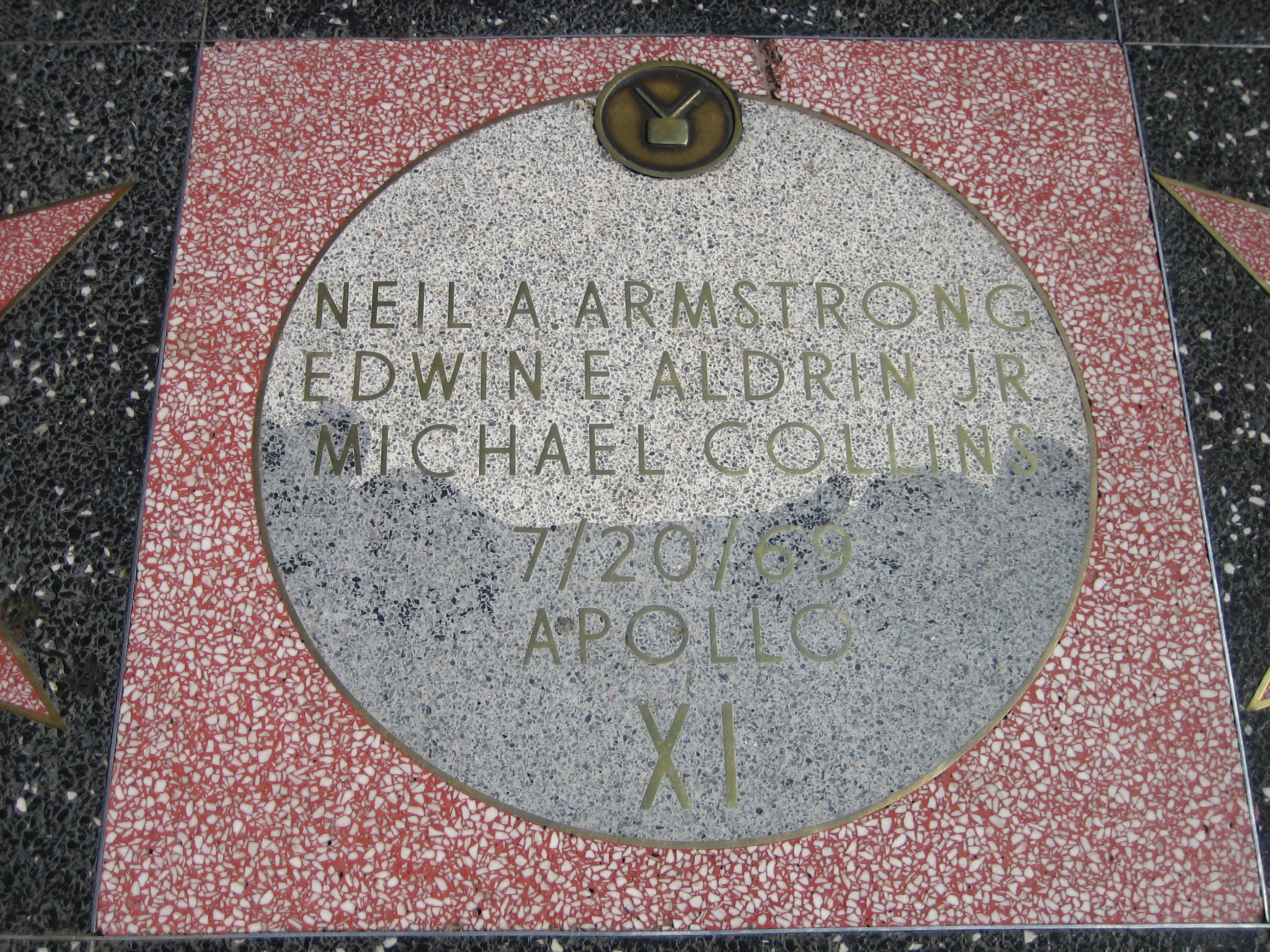
L'un des quatre monuments du Walk of Fame commémorant le premier pas de l'homme sur la Lune par l'équipe d'Apollo 11 (Neil Armstrong, Michael Collins et Buzz Aldrin).

Seules cinq personnes sont présentes deux fois sous une même catégorie : Michael Jackson en a reçu une en tant que membre des Jackson Five et une autre en tant qu'artiste solo ; John Lennon, Paul McCartney, George Harrison et Ringo Starr en ont reçu une en tant que membres des Beatles et une deuxième chacun en tant qu'artistes solo. La seule personne à avoir reçu une étoile dans les cinq catégories est Gene Autry.
Mohamed Ali demande et obtient en 2002 que son étoile soit apposée, non pas sur le trottoir, mais sur un mur au 6801 Hollywood Boulevard, afin de ne pas « autoriser les gens à piétiner le nom du Prophète ».
Il y a aussi des insignes spéciaux. Quatre disques identiques, dédiés aux trois astronautes Neil Armstrong, Michael Collins et Buzz Aldrin et rappelant la date de la mission Apollo 11, ont été placées aux quatre angles du carrefour entre Hollywood Boulevard et Vine Street.
Parmi tous les artistes internationaux, plusieurs artistes français ont été honorés, dont les réalisateurs Maurice Tourneur et Jean Renoir, les actrices Sarah Bernhardt, Claudette Colbert et Leslie Caron, les acteurs Maurice Chevalier et Louis Jourdan (qui a aussi une étoile dans la catégorie musique), les musiciens Maurice Jarre, Pierre Monteux et Charles Aznavour ou encore les frères Lumière.

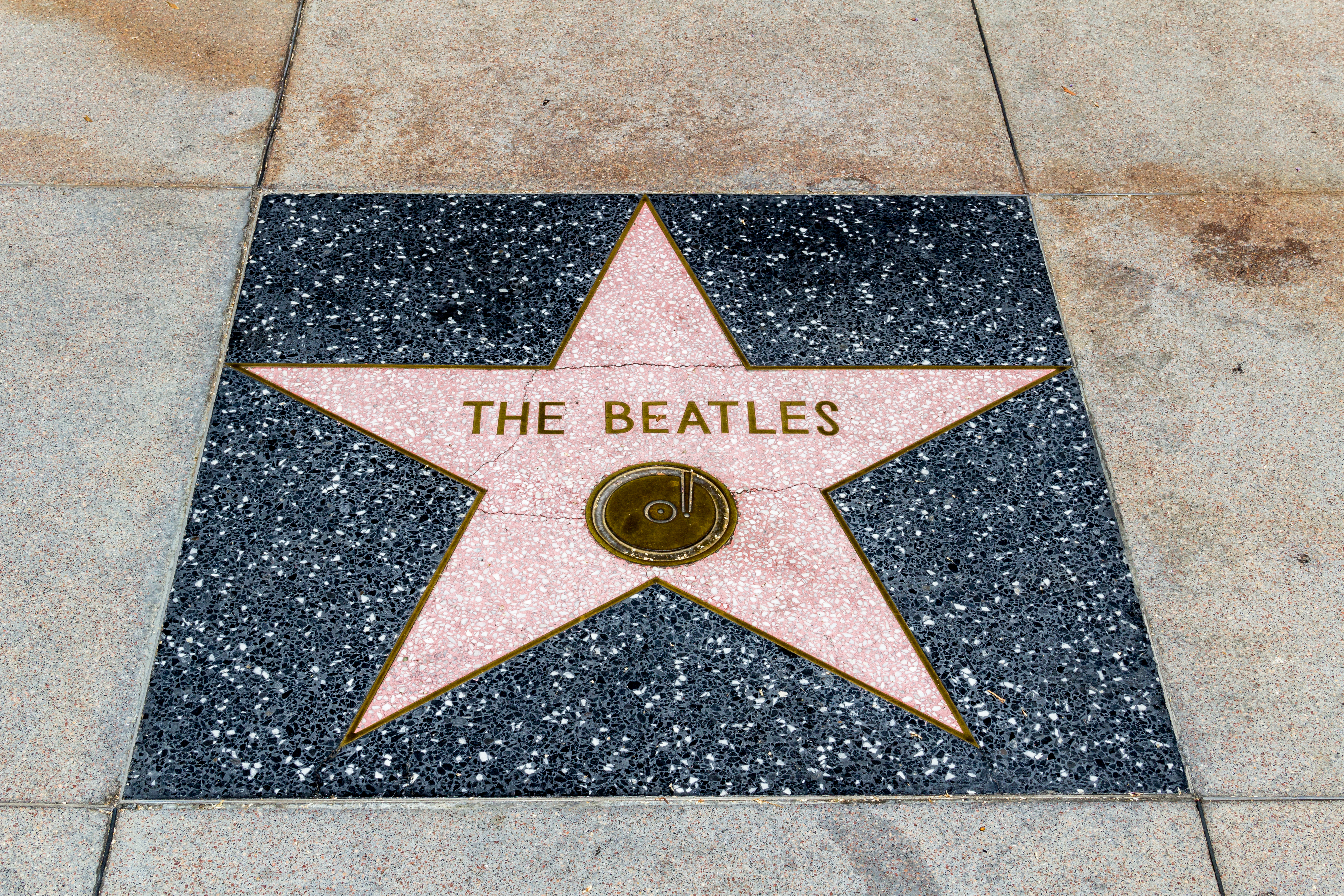
Étoile des Beatles.
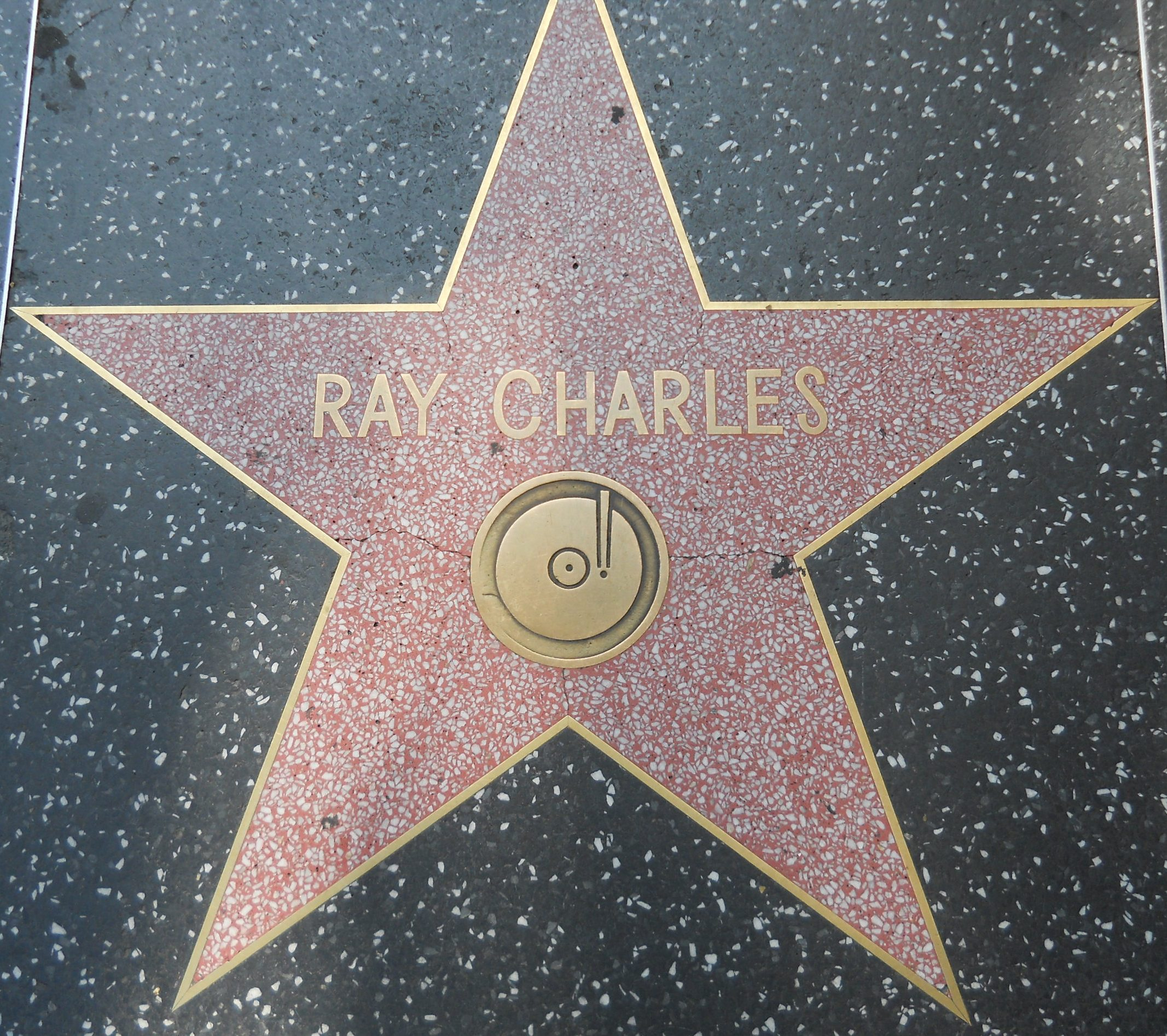
Étoile de Ray Charles.
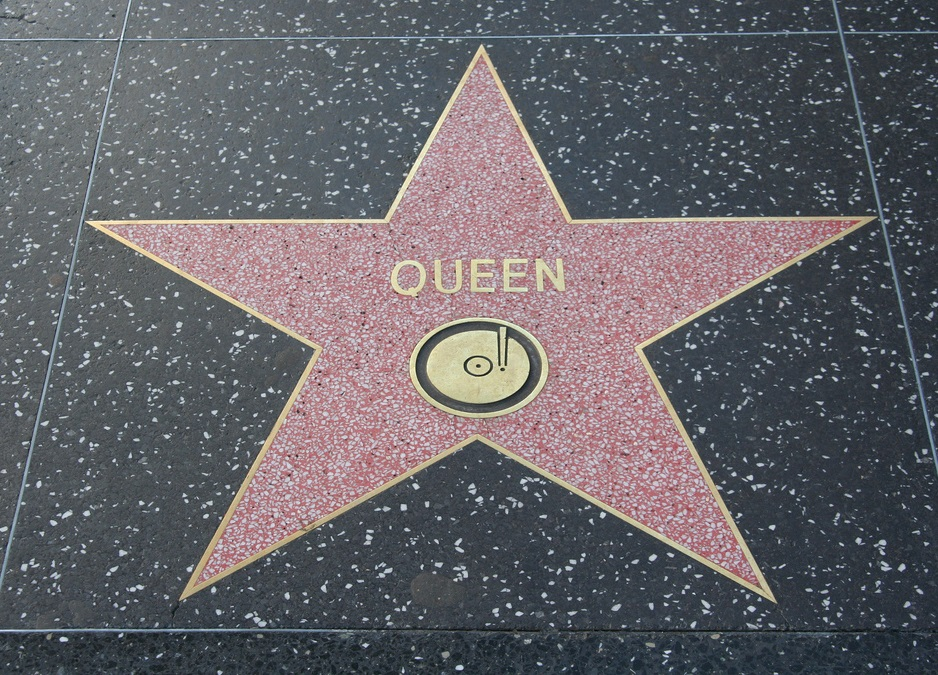
Étoile du groupe de rock Queen.
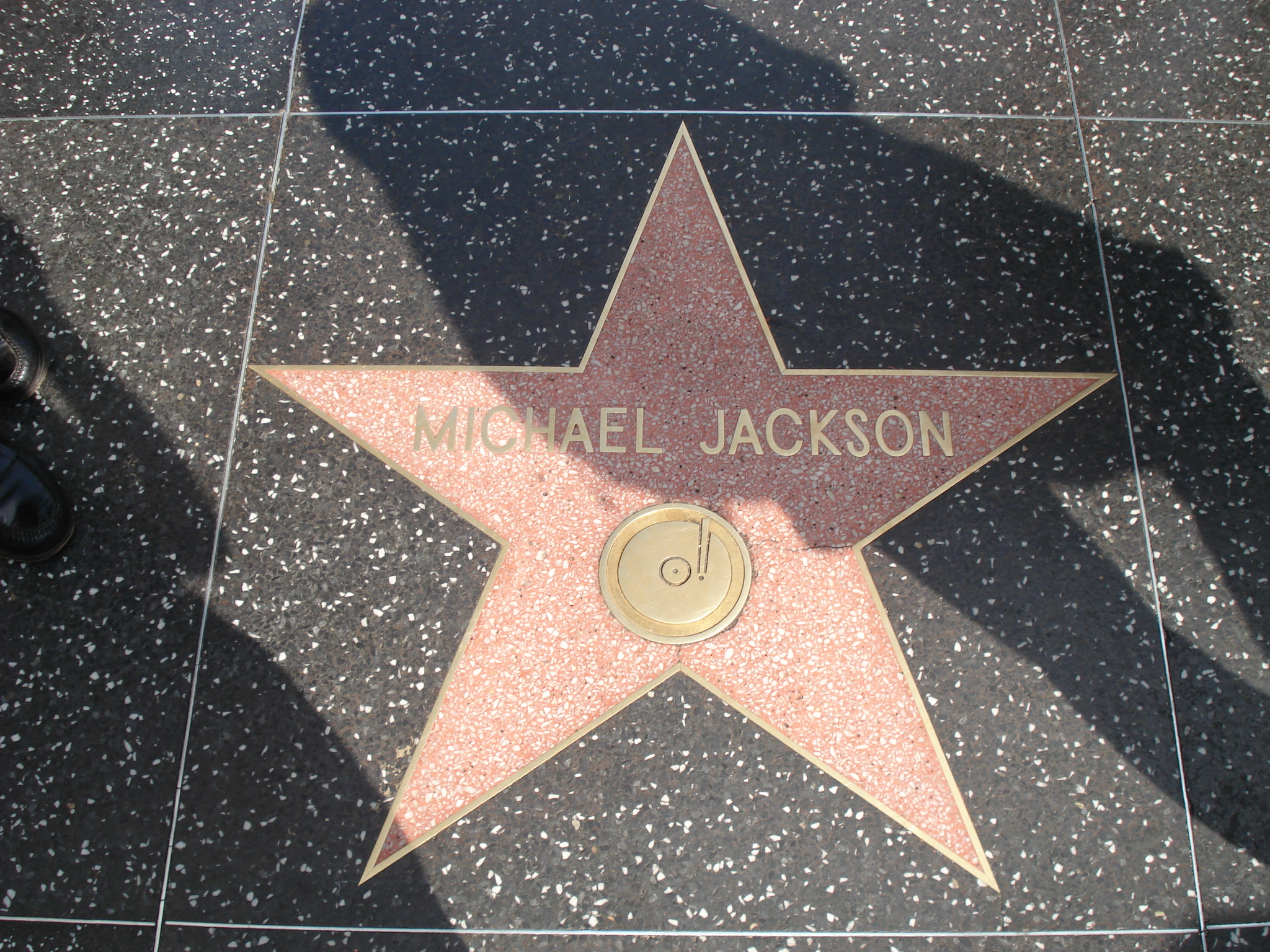
Étoile de Michael Jackson.
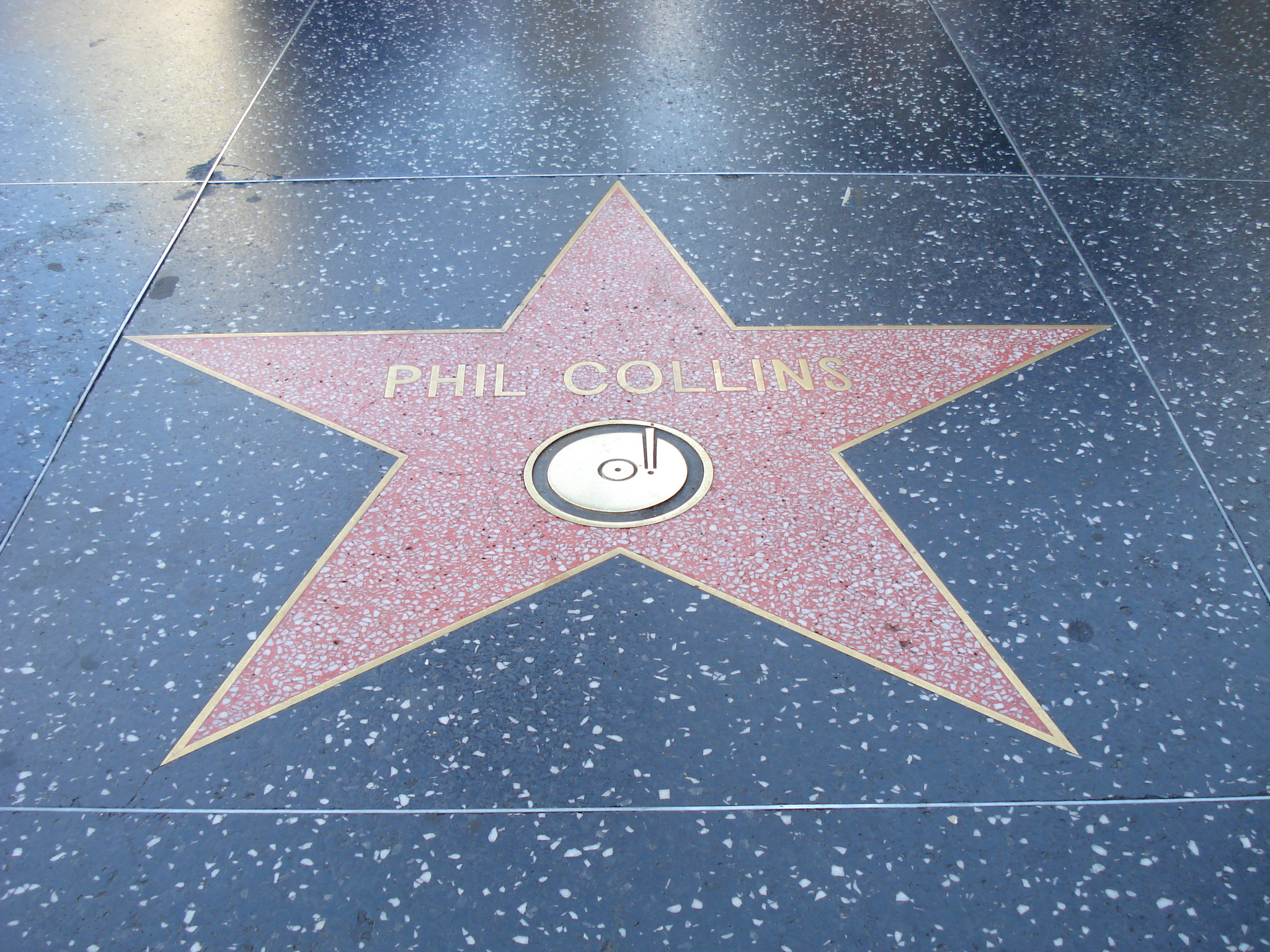
Étoile de Phil Collins.

#### Personnalités fictives

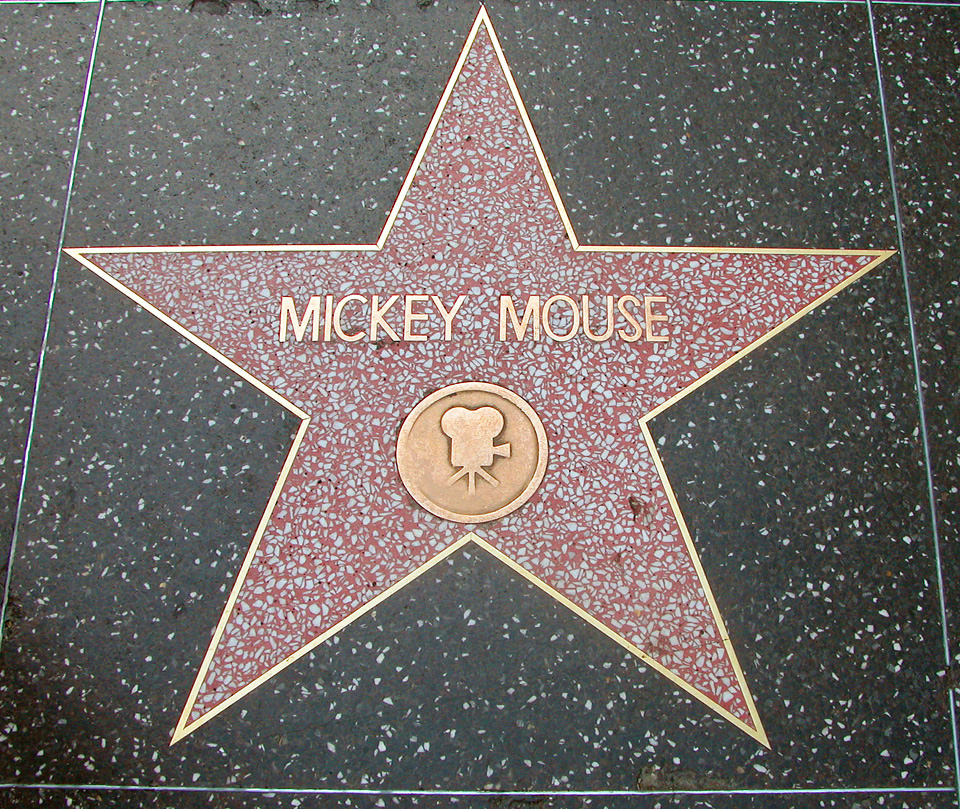
Étoile de Mickey Mouse.

Des étoiles sont décernées à des personnages de fiction comme Mickey Mouse, Donald Duck, Winnie l'ourson, Bugs Bunny, la famille Simpson ou Kermit la grenouille, des personnages déguisés comme Big Bird, et à quatre chiens, Lassie, Rintintin, Uggie et Strongheart, qui sont les seuls acteurs animaux à être honorés de la sorte. En 2005, une pétition, soutenue par Nintendo, demande la « starification » des personnages de jeux.

#### Étoiles commerciales
Il est possible d'acheter des étoiles dites « commerciales » à condition qu'elle soit dans un domaine privé. Ainsi, les deux journaux Variety et The Hollywood Reporter ont eu cet honneur pour leur couverture du monde d'Hollywood lors de leur anniversaire respectif, 100 ans pour le premier et 75 ans pour le second. Leurs étoiles sont situées dans un domaine privé, la cour de l'Hotel Roosevelt.
Le 13 juillet 2005, Disney dévoile une étoile sur la partie privée du trottoir au 6834 Hollywood Boulevard devant l'El Capitan Theatre pour le cinquantième anniversaire du parc Disneyland,. C'est la première fois qu'une étoile est décernée à un lieu, mais la proximité des autres étoiles officielles pose question.

### Cérémonie
L'attribution d'une étoile donne lieu à une cérémonie d'« intronisation » qui se déroule dans les cinq ans à suivre sur le lieu même où l'étoile dédiée est placée ; l'impétrant se voit remettre en souvenir un cadre représentant son étoile dédicacée. En 2016, Une étoile se monnayait 30 000 dollars, versée auprès du « Hollywood Historic Trust ». En 2020, la somme est fixée à 50 000 dollars. En 2022, une étoile coûte 55 000 dollars.

## Entretien

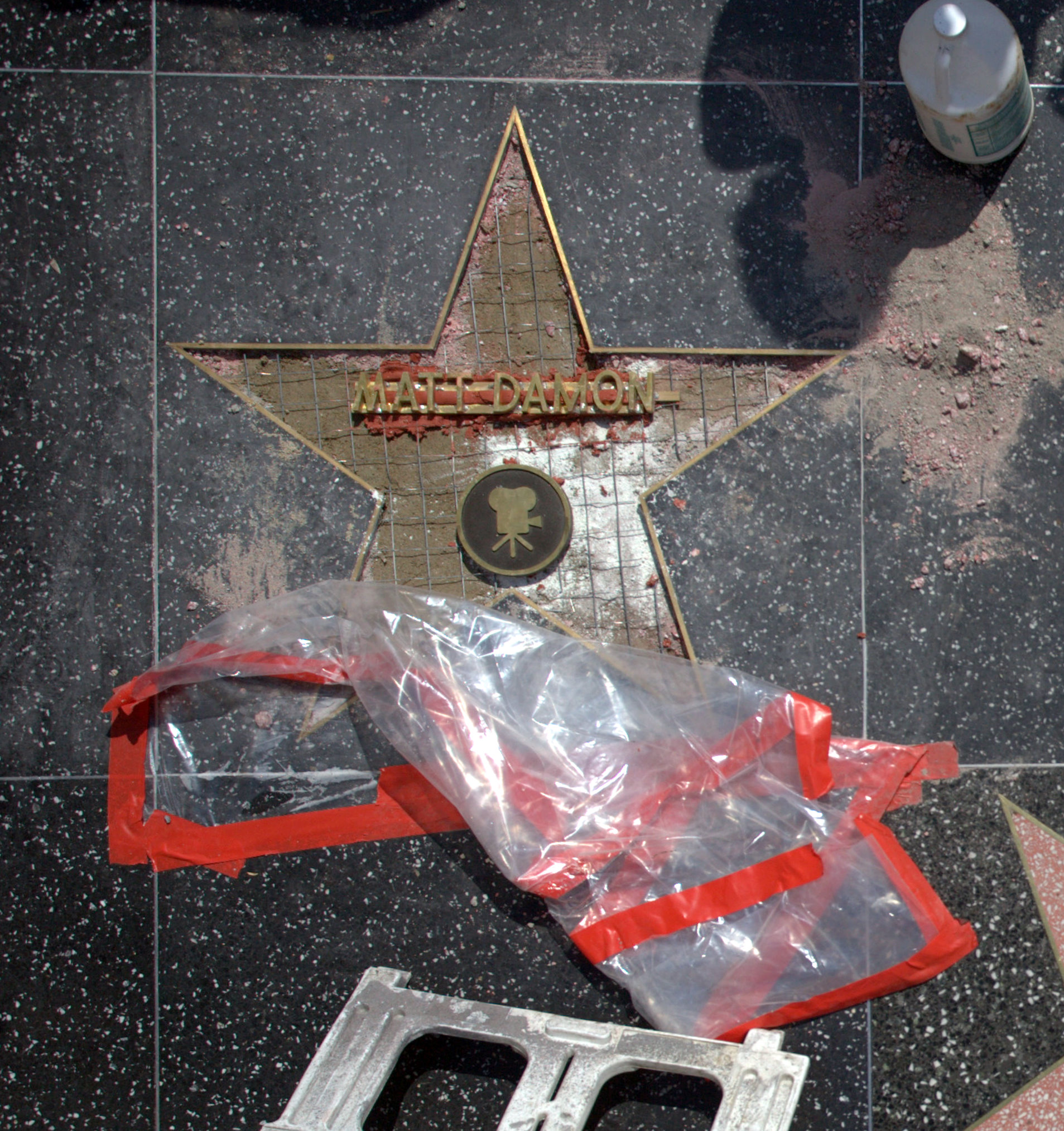
L'étoile de l'acteur Matt Damon lors de son édification en 2007.

### Gestion
Le Walk of Fame est entretenu par l'association auto-financée « Hollywood Historic Trust » qui gère le fonctionnement du site. Chaque personne qui reçoit une étoile doit accepter de participer à une cérémonie de présentation et de verser un montant d'argent à l'association pour son entretien.

### Étoiles volées
Depuis la création du « Walk of Fame » en 1958, quatre étoiles ont été volées. Les premières furent celles de James Stewart et de Kirk Douglas, alors qu'elles avaient été déplacées temporairement pour un projet de construction ; elles furent retrouvées peu de temps plus tard. L'étoile de Gene Autry fut aussi dérobée dans les mêmes circonstances et retrouvée en Iowa.
La quatrième et dernière en date est celle de Gregory Peck, volée aux alentours du 27 novembre 2005 (les étoiles étant assez régulièrement déplacées pour rénovation, l'association a mis quelque temps à se rendre compte qu'il s'agissait bien d'un vol). L'étoile est toujours portée disparue à l'heure actuelle, mais a été néanmoins remplacée temporairement par un double, en présence du fils de l'acteur.
Bien que les étoiles soient protégées par une vidéo-surveillance de plus en plus soutenue, les caméras n'ont rien enregistré lors du dernier vol.

### Étoiles vandalisées

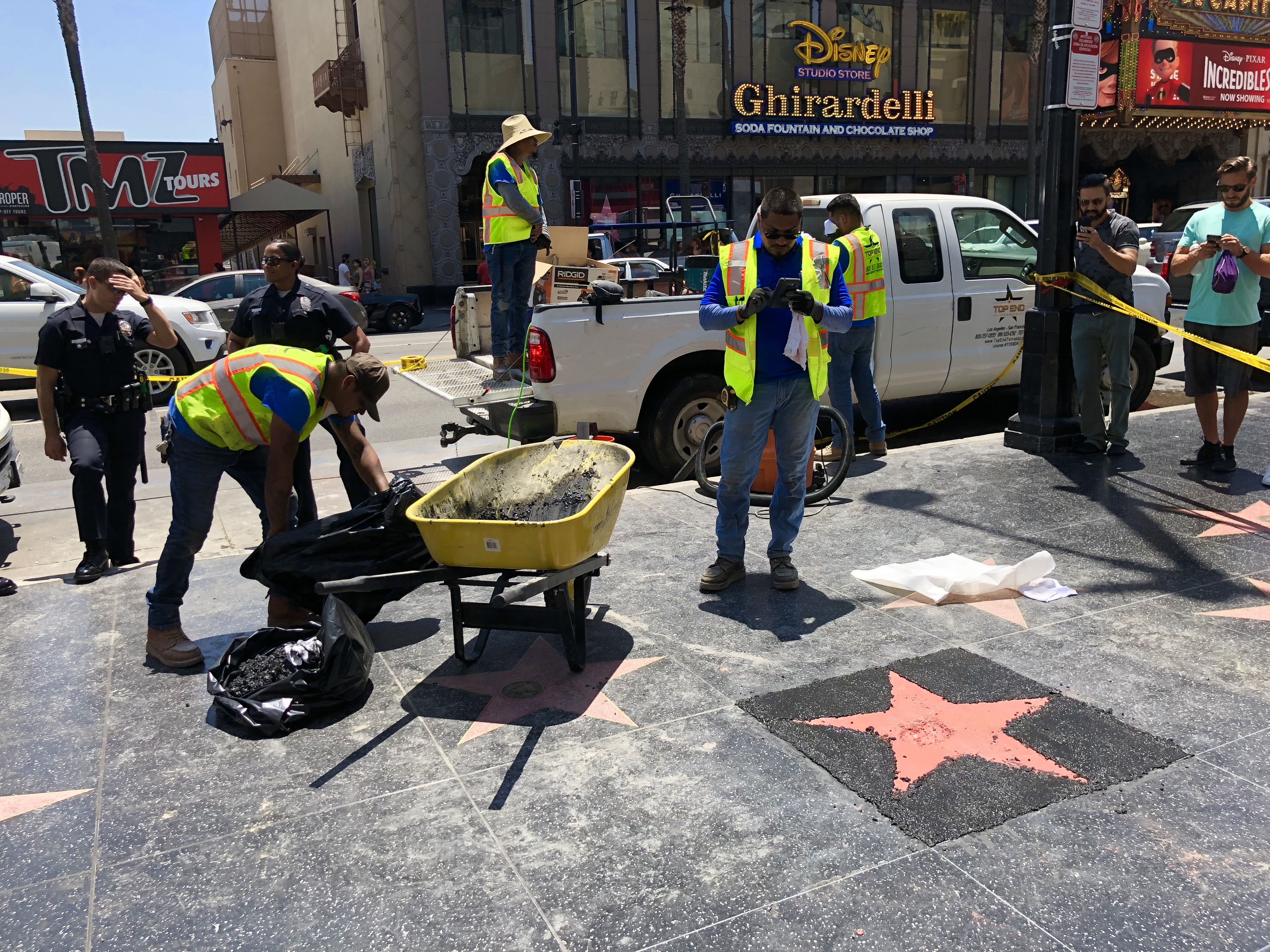
L'étoile de Donald Trump en train d'être réparée après avoir été vandalisée le 25 juillet 2018.

Le 26 octobre 2016, l'étoile de Donald Trump est vandalisée par un homme habillé en ouvrier de chantier. Elle est une nouvelle fois détruite le 25 juillet 2018 et pourrait être définitivement enlevée du Walk of Fame après un vote à l’unanimité des conseillers municipaux de Hollywood. Cependant, la décision revient à la chambre de commerce d' Hollywood, qui a toujours refusé de telles initiatives jusqu'à présent.

## Lieux similaires

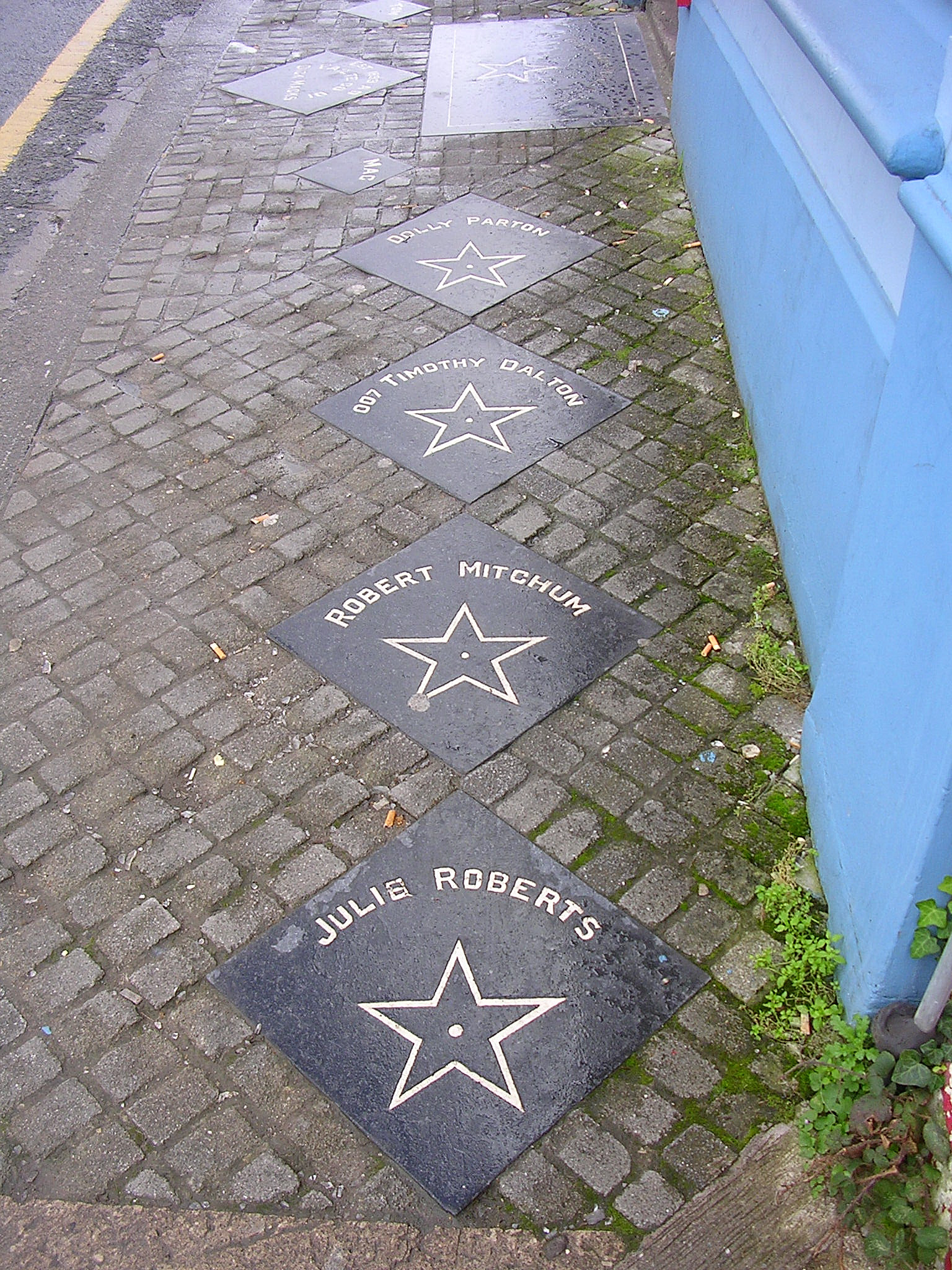
Le Walk of Fame de Dingle.

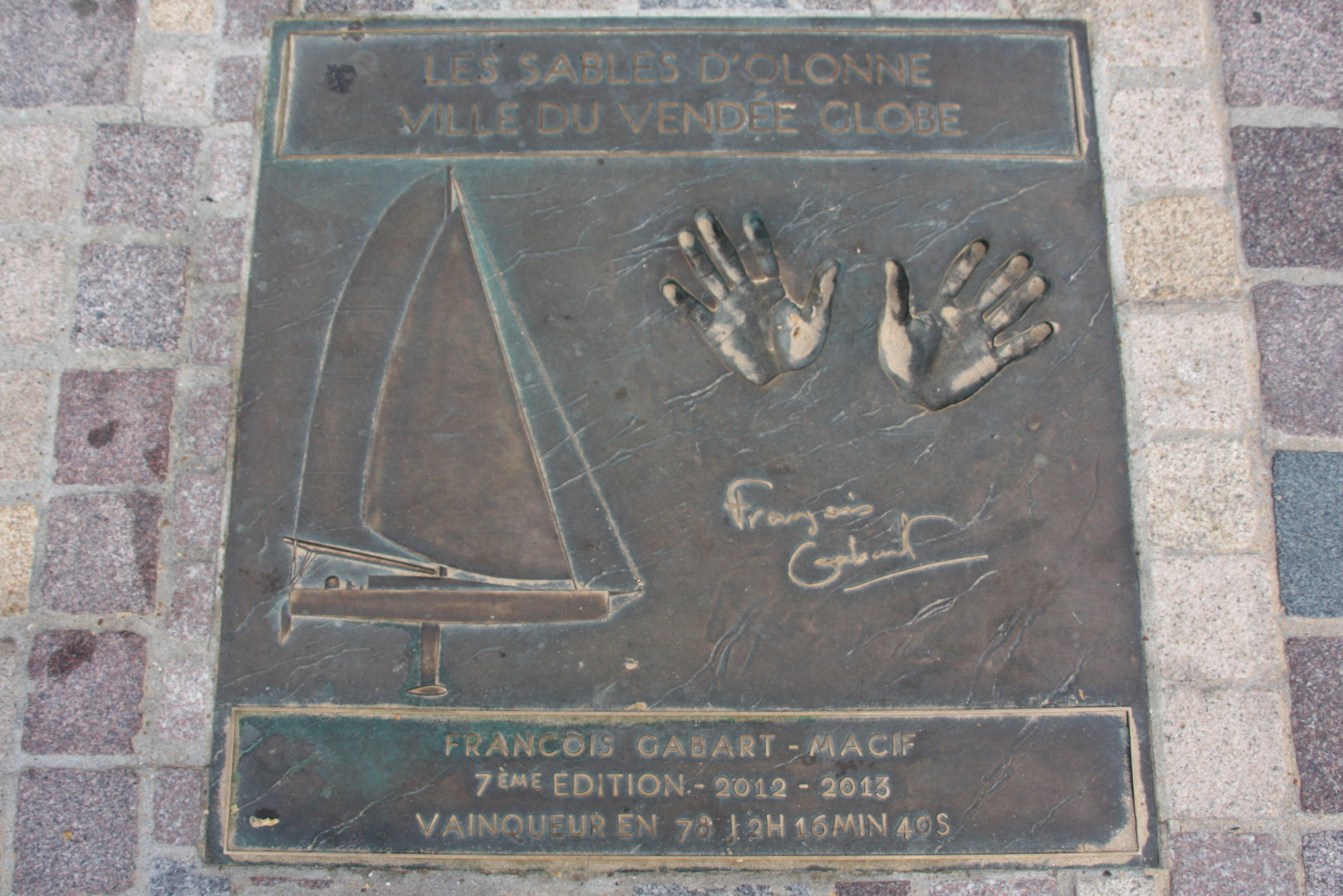
Plaque de François Gabart, vainqueur 2012-2013 du Vendée Globe, sur le Remblai des Sables-d'Olonne.

Voir la page d'homonymie Walk of Fame 

### Amérique du Nord
- Le Hollywood's Rock Walk of Fame à Los Angeles en Californie.
- L'Anaheim walk of stars à Anaheim en Californie.
- Le Canada's Walk of Fame. Une série d’étoiles a été aménagée devant le Roy Thomson Hall, le Princess of Wales Theatre et le Royal Alexandra Theatre sur les rues King et Simcoe à Toronto.

### Europe

#### France
- À Cannes, le Chemin des étoiles.
- À Arcachon, sur le perron de la jetée Thiers, où sont inscrits les noms et empreintes de pas de navigateurs prééminents.
- À Besse-sur-Issole dans le Var, au cinéma Le Marilyn, la devanture présente cinq étoiles hollywoodiennes aux bordures dorées sur carrelage noir, installées pour les 30 ans de la salle (1990-2020).
- À Brest, en guise de clin d'œil aux empreintes de stars de Hollywood, le port de plaisance de Brest a sa promenade de stars en hommage aux marins qui, depuis la fin des années 1980, ont battu ou établi pas moins de 24 records au départ ou à l'arrivée de Brest — traversées en solitaire, en équipage, sur monocoques ou multicoques, records de l'Atlantique ou encore du tour du monde. Scellée sur le quai Éric-Tabarly du port du Château, chaque plaque correspond à un record. Olivier de Kersauson, vainqueur de deux tours du monde en équipage et d'un tour du monde en solitaire, est crédité de trois empreintes. Parmi les autres marins qui, depuis plus d'un an, ont offert leurs empreintes, figurent Loïck Peyron, actuel détenteur en 45 jours du Trophée Jules-Verne (tour du monde en équipage), Francis Joyon, Florence Arthaud, Philippe Monnet, Robin Knox-Johnston, vainqueur du Jules-Verne 1994 avec Peter Blake, Bernard Stamm, Éric Defert ou encore Franck Cammas.
- À Clisson, sur l'allée principale du site du Hellfest, les groupes et artistes de chaque édition du festival sont gravés sur des plaques de laiton posées au sol.
- À Issy-les-Moulineaux, à côté du PACI qui accueillait un festival international des journalistes météo, on peut toujours voir des empreintes de mains de présentateurs TV célèbres.
- À Juan-les-Pins, avec les empreintes des mains.
- À Lomme (métropole lilloise), au milieu du hall du cinéma Kinepolis, on peut voir les noms des acteurs venus pour les avant-premières des films dans lesquels ils jouent gravés sur des étoiles dorées ainsi que les dates de leurs venues. Certains y sont présents à plusieurs reprises. On peut également voir ces étoiles aux Kinepolis de Mulhouse, Nancy et Thionville.
- À Luz-Saint-Sauveur, au départ du col du Tourmalet, on peut voir les empreintes des mains de coureurs cyclistes s'étant illustrés sur cette ascension.
- À Lyon, l'Institut Lumière comprend un mur des cinéastes d'une centaine de plaques inaugurées par leurs titulaires.
- À Nantes, sur le quai de la Fosse, il est inscrit dans le sol le nom de bateaux négriers durant la traite négrière, dont Nantes fût un des ports les plus importants.
- Au Mans, durant la semaine précédant la course des 24 heures du Mans, il est possible de voir l'inauguration d'une nouvelle plaque de bronze présentant les empreintes de mains et les signatures des pilotes victorieux de l'édition précédente. L'une de ces Empreintes des vainqueurs présente les « empreintes » de Michel Vaillant, héros de bande dessinée.
- À Paris, l'entrée du restaurant Fouquet's arbore les noms des César du cinéma sur des plaques en laiton au sol.
- À Pézenas, 76 emplacements ont été prévus pour les empreintes de célébrités du théâtre (joué, chanté, dansé, filmé) passées dans la ville, avec une filiation (plus ou moins directe) avec Molière. Ces comédiens, acteurs ou chanteurs ont mis leurs « pas » (ou leurs mains) « sur les Pas de Molière ». Leurs empreintes de pieds ou de mains sont prises dans des dalles d’argile par le faïencier François Siffre avec une pensée personnelle, et placées sur le cours Jean Jaurès, formant ainsi un chemin dans le but d’atteindre un jour le Théâtre de Pézenas, rue Henri Reboul.
- Aux Sables-d'Olonne, chaque vainqueur de la course du Vendée Globe a désormais une plaque rappelant son exploit sur le trottoir du Remblai[22], la rue bordant la plage. La plaque portant les nom, prénom, signature, dessin du bateau, et les empreintes des mains du marin rappelle donc aussi l'entrée du Grauman's Chinese Theatre. Michel Desjoyeaux, ayant remporté la course en 2000-2001 et 2008-2009 a droit à deux plaques, l'une avec l'empreinte de ses mains, l'autre avec l'empreinte de ses pieds.
- À Saint-Denis (Seine-Saint-Denis), autour du Stade de France, avec des empreintes de mains ou de pieds de diverses personnalités[23].
- À Saint-Malo, sur le quai Route du Rhum (une portion du quai Bajoyer) au pied des remparts. Chaque vainqueur de la course transatlantique a, depuis le 28 septembre 2018, une plaque de bronze (fondue par la fonderie Cornille-Havard, de Villedieu-les-Poêles) rappelant leur exploit où figurent leur nom et celui de leur bateau, l’empreinte de leurs mains, leur signature et leur temps. Laurent Bourgnon ayant remporté la course en 1994 et 1998, a droit à deux plaques.
- À Toulon, devant le stade Mayol, l'Avenue des Légendes avec de grands noms du Rugby club toulonnais (RCT) sur un axe central, et tout autour des pavés aux noms de contributeurs.

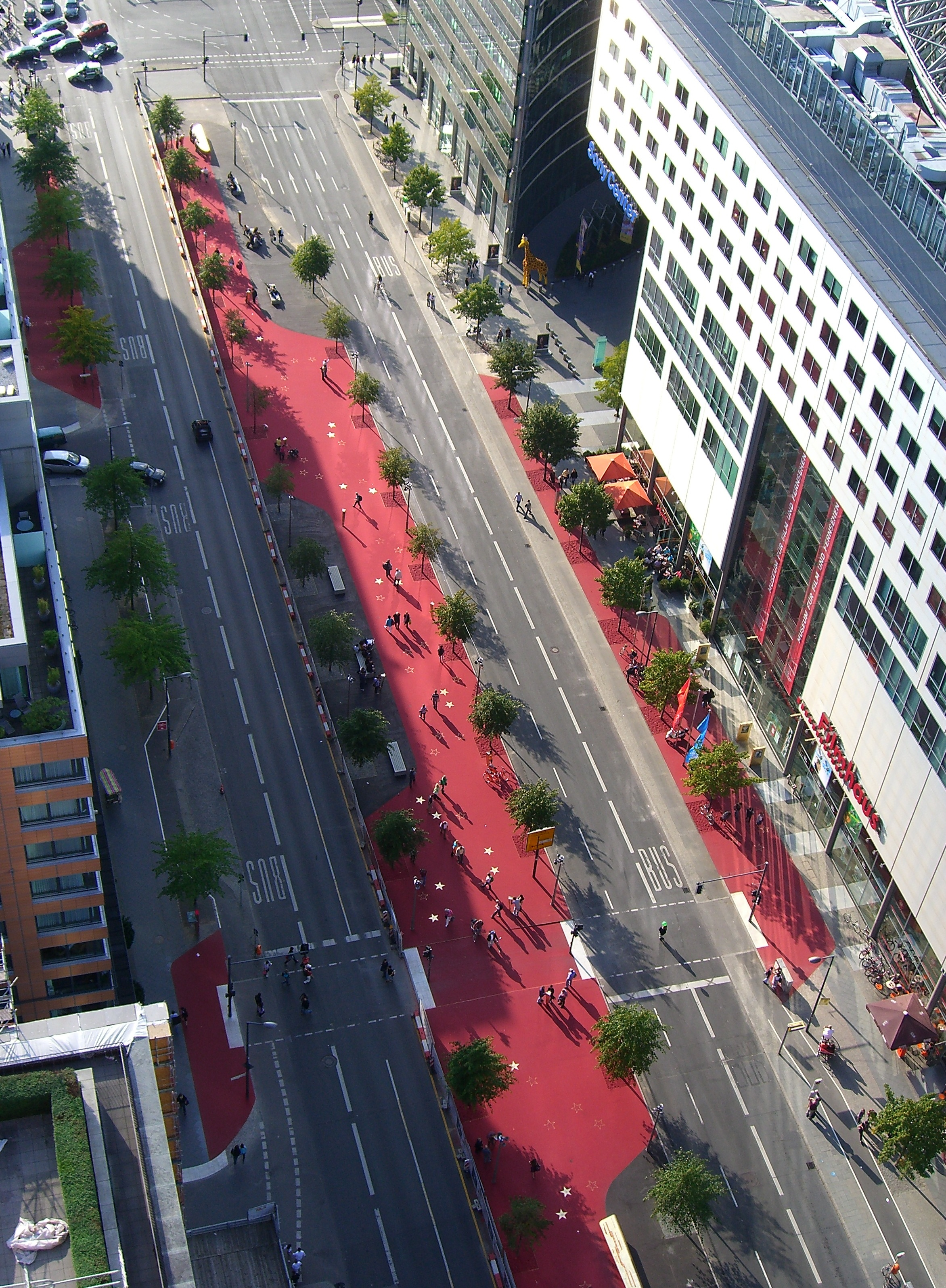
Le Boulevard des Stars à Berlin.

#### Autres pays européens
- À Berlin en Allemagne : le Boulevard des stars qui honore les célébrités germanophones du milieu du cinéma.
- À Liège en Belgique : en 2019, onze pavés en pierre bleue de Sprimont ont été installés sur une portion de la rue Pont d'Avroy. Ils sont gravés aux noms des invités d'honneur du Festival International du Film de Comédie de Liège, organisé dans la ville depuis 2016. Sur ce « Walk of Fame » inspiré de celui de Hollywood, on retrouve des noms tels que Thierry Lhermitte, Josiane Balasko, Daniel Prévost, Kev Adams, Guillaume de Tonquédec, Vincent Desagnat ou encore Stéphane Guillon. Ils ont pu les inaugurer et repartir avec la miniature d'un taureau, symbole de la ville.
- À Ostende en Belgique : sur la digue de mer après la casino (Kursaal) en direction de La Panne, les étoiles commémorent les acteurs invités de divers nationalités (principalement belge et française) au « Filmfestival Oostende »[24]. De nouvelles étoiles sont ajoutées chaque année en direction du casino (Kursaal).
- À Madrid en Espagne : la « Calle Martin de los Heros Plaza de España ».
- À Dingle, en Irlande : un trottoir imite le Walk of Fame en décernant des étoiles à Julia Roberts, Robert Mitchum, Dolly Parton, Timothy Dalton et d'autres stars de Hollywood ayant une origine irlandaise.
- À San Remo en Italie : la rue du théâtre Ariston porte des plaques commémorant chaque vainqueur du concours de chanson de la ville.
- À Bergen en Norvège : Le Bergen Walk of Fame (no). Un des trottoirs de la rue Nøstegaten dans Bergen a des dalles encastrées aux noms des personnes ayant apporté une contribution à la ville.
- À Rotterdam aux Pays-Bas, est situé le Walk of Fame Europe où des célébrités laissent leurs empreintes de mains ou de pieds sur des dalles de ciment.
- À Łódź en Pologne : l'allée des Célébrités de Łódź reprend aussi le même modèle pour honorer le cinéma polonais, ainsi qu'à Varsovie[25],[26].
- À Birmingham en Angleterre (Royaume-Uni), le Birmingham Walk of Stars (en) sur la rue Broad Street au centre-ville de Birmingham rend hommage à des personnalités de la région de Birmingham ou ayant des liens importants avec elle.

### En Asie
À Tokyo (Japon), aux abords du TOHO Cinemas Chanter (quartier de Hibiya), plusieurs dizaines de plaques métalliques incrustées au sol donnent à voir les moulages de mains en relief de diverses vedettes, japonaises et étrangères.
À Hong Kong, l'Avenue des Stars rend hommage aux célébrités de l'industrie du cinéma hongkongais.

## Dans la fiction
Dans les jeux vidéo Grand Theft Auto : San Andreas et Grand Theft Auto V, on trouve[style à revoir] les étoiles du Walk of Fame de Los Santos (dans le jeu, la réplique virtuelle de la ville Los Angeles), et plus précisément dans le quartier de Vinewood (réplique virtuelle de Hollywood).
Dans le film d'horreur The Substance (2024), l'héroïne Elisabeth Sparkle possède une étoile, qui est montrée au début puis à la fin du film.